# Dariusz L. Aleksandrowicz
Dariusz L. Aleksandrowicz (* 30. Oktober 1949 in Breslau; † 11. April 2022) war Professor für philosophische Grundlagen kulturwissenschaftlicher Analyse an der Europa-Universität Viadrina.

## Leben
Dariusz Aleksandrowicz studierte von 1967 bis 1972 Germanistik mit Psychologie und Pädagogik sowie von 1970 bis 1974 Philosophie mit Soziologie und Logik an der Universität Wrocław. Im Jahr 1977 erfolgte seine Promotion und 1982 seine Habilitation an der Philosophisch-Historischen Fakultät der Universität Wrocław; 1991 folgte dort seine Ernennung zum Professor. Nach einer Gastprofessor für Sozialphilosophie an der Geisteswissenschaftlichen Fakultät der Karl-Franzens-Universität Graz im Jahr 1992 folgte 1993 die Ernennung zum Professor an der Europa-Universität Viadrina.

## Publikationen (Auswahl)
- Kulturen als Information. Eine ökologische Herangehensweise. Frank & Timme 2015, ISBN 978-3-7329-0025-1
- Kultur statt Wissenschaft?: Gegen eine kulturalistisch reformierte Epistemologie. Frank & Timme 2011, ISBN 3-865-96397-8
- Mit Karsten Weber: Kulturwissenschaften im Blickfeld der Standortbestimmung, Legitimierung und Selbstkritik . Frank & Timme 2006, ISBN 3-865-96091-X
- Und werdet die Wahrheit erkennen. Böhlau Wien 1993, ISBN 3-205-98100-6